# Belosacris stali
Belosacris stali är en insektsart som först beskrevs av Bruner, L. 1908.  Belosacris stali ingår i släktet Belosacris och familjen gräshoppor. Inga underarter finns listade i Catalogue of Life.